# Viaduc du Rhône (Lyon)
Le viaduc du Rhône ou  viaduc sur le Rhône franchit le Rhône entre Villeurbanne au sud et Caluire-et-Cuire au nord.
Le viaduc du Rhône fait partie du Périphérique Nord.